# Poliol

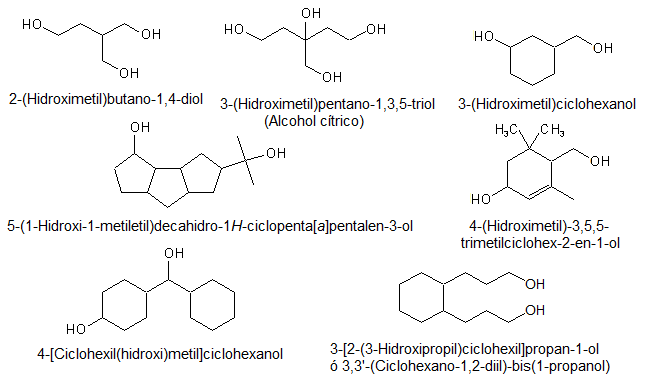
imagem com exemplos de poliol usados na quimica

Um poliol é um álcool contendo múltiplos grupos hidroxila. Esse tipo de composto é utilizado sobretudo na indústria alimentar (como edulcorantes) e na química de polímeros.